# Triphora nigrocincta
Triphora nigrocincta är en snäckart som först beskrevs av C. B. Adams 1839.  Triphora nigrocincta ingår i släktet Triphora och familjen Triphoridae. Inga underarter finns listade i Catalogue of Life.